# Абу Бакр ібн Афлах
Абу Бакр ібн Афлах (араб. أبو بكر بن الأفلح; д/н — 874) — 4-й імам Держави Рустамідів в 872—874 роках.

## Життєпис
Старший син імама Афлаха. Відомостей про нього обмаль. Посів трон після смерті батька у 872 році. Втім авторитет серед ібадитів оскаржував. Невдовзі повстали бербери-нафуза під проводом Мухаммеда ібн Іфри в Триполітанії. Але імам не зміг його придушити.
Водночас з полону в Аббадидів було звільнено його брата Абу'л-Якзана, який 874 року швидко повалив Абу Бакра, ставши імамом.